# Copa de la Reina de Fútbol
Copa de la Reina er en årlig pokalturnering i Spanien for kvinder, organiseret af Spaniens fodboldforbund.

## Finaler
I 1981 og 1982 blev to udgaver holdt under navnet Copa Reina Sofia, der begge blev vundet af Karbo Deportivo. Den første officielt anerkendte version af turneringen var 1983-udgaven.
Indtil 1988, lige før etableringen af den nationale liga, blev vinderne kaldt spanske mestre.
| Sæson | Vært                                   | Vindere                 | Toere                   | Resultat       |
| ----- | -------------------------------------- | ----------------------- | ----------------------- | -------------- |
| 1983  |                                        | Karbo Deportivo         | Porvenir CF             | 4–1            |
| 1984  | Riazor, A Coruña Atotxa, San Sebastián | Karbo Deportivo         | Añorga KKE              | 4–2, 1–2       |
| 1985  | Riazor, A Coruña                       | Karbo Deportivo         | Peña Barcilona          | 2–2 (3–1 str.) |
| 1986  |                                        | Porvenir CF             | SD Oiartzun             | 2–1            |
| 1987  |                                        | SD Oiartzun             | Añorga KKE              | 3–2            |
| 1988  |                                        | SD Oiartzun             | Porvenir CF             | 3–1            |
| 1989  | Las Gaunas, Logroño                    | Parque Alcobendas       | Añorga KKE              | 4–2            |
| 1990  | Carlos Belmonte, Albacete              | Añorga KKE              | RCD Espanyol            | 2–0            |
| 1991  |                                        | Añorga KKE              | FC Barcelona            | 3–0            |
| 1992  | Jesús María Pereda, Medina de Pomar    | CD Oroquieta Villaverde | CE Sabadell             | 3–0            |
| 1993  | Getafe                                 | Añorga KKE              | CD Oroquieta Villaverde | 2–1            |
| 1994  |                                        | FC Barcelona            | CD Oroquieta Villaverde | 2–1            |
| 1995  |                                        | CD Oroquieta Villaverde | Añorga KKE              | 4–2            |
| 1996  | Olímpic, Terrassa                      | RCD Espanyol            | CD Oroquieta Villaverde | 3–0            |
| 1997  |                                        | RCD Espanyol            | Atlético Málaga         | 4–2            |
| 1998  |                                        | Atlético Málaga         | SD Lagunak              | 4–0            |
| 1999  |                                        | CD Oroquieta Villaverde | Eibartarrak             | 4–2            |
| 2000  |                                        | Levante UD              | SD Lagunak              | 3–0            |
| 2001  |                                        | Levante UD              | Club Irex Puebla        | 5–1            |
| 2002  |                                        | Levante UD              | RCD Espanyol            | 1–0            |
| 2003  | Nova Creu Alta, Sabadell               | CE Sabadell             | Estudiantes Huelva      | 3–1            |
| 2004  | Anduva, Miranda de Ebro                | Levante UD              | CE Sabadell             | 3–1            |
| 2005  | Breña Alta, La Palma                   | Levante UD              | Club Irex Puebla        | 2–1            |
| 2006  | Nazaret, Valencia                      | RCD Espanyol            | SD Lagunak              | 2–2 (4–3 str.) |
| 2007  | García de la Mata, Madrid              | Levante UD              | RCD Espanyol            | 3–1            |
| 2008  | Julián Ariza, Torrelodones             | Rayo Vallecano          | Levante UD              | 3–2            |
| 2009  | La Romareda, Zaragoza                  | RCD Espanyol            | Prainsa Zaragoza        | 5–1            |
| 2010  | Artunduaga, Basauri                    | RCD Espanyol            | Rayo Vallecano          | 3–1            |
| 2011  | La Ciudad del Fútbol, Las Rozas        | FC Barcelona            | RCD Espanyol            | 1–0            |
| 2012  | La Ciudad del Fútbol, Las Rozas        | RCD Espanyol            | Athletic Club           | 2–1            |
| 2013  | La Ciudad del Fútbol, Las Rozas        | FC Barcelona            | Prainsa Zaragoza        | 4–0            |
| 2014  | Alfonso Murube, Ceuta                  | FC Barcelona            | Athletic Club           | 1–1 (5–4 str.) |
| 2015  | Álvarez Claro, Melilla                 | Sporting de Huelva      | Valencia CF             | 2–1            |
| 2016  | La Ciudad del Fútbol, Las Rozas        | Atlético de Madrid      | FC Barcelona            | 3–2            |
| 2017  | La Ciudad del Fútbol, Las Rozas        | FC Barcelona            | Atlético de Madrid      | 4–1            |
| 2018  | Estadio Romano, Mérida                 | FC Barcelona            | Atlético de Madrid      | 1–0 (e.f.t.)   |
| 2019  | Nuevo Los Cármenes, Granada            | Real Sociedad           | Atlético de Madrid      | 2–1            |

## Vindere
| Klub                   | Vindere | Toere | Vinner år                          |
| ---------------------- | ------- | ----- | ---------------------------------- |
| RCD Espanyol           | 6       | 4     | 1996, 1997, 2006, 2009, 2010, 2012 |
| Levante UD             | 6       | 1     | 2000, 2001, 2002, 2004, 2005, 2007 |
| FC Barcelona           | 6       | 2     | 1994, 2011, 2013, 2014, 2017, 2018 |
| Añorga KKE             | 3       | 4     | 1990, 1991, 1993                   |
| Oroquieta Villaverde   | 3       | 3     | 1992, 1995, 1999                   |
| Karbo Deportivo        | 3       | 0     | 1983, 1984, 1985                   |
| Oiartzun KE            | 2       | 1     | 1987, 1988                         |
| CF Porvenir            | 1       | 2     | 1986                               |
| CE Sabadell            | 1       | 2     | 2003                               |
| Parque Alcobendas      | 1       | 1     | 1989                               |
| Atlético de Madrid     | 1       | 1     | 2016                               |
| Atlético Málaga        | 1       | 1     | 1998                               |
| Rayo Vallecano         | 1       | 1     | 2008                               |
| Sporting de Huelva     | 1       | 0     | 2015                               |
| Real Sociedad          | 1       | 0     | 2019                               |
| SD Lagunak             | 0       | 3     |                                    |
| Athletic Club          | 0       | 2     |                                    |
| CF Irex Puebla         | 0       | 2     |                                    |
| CD Transportes Alcaine | 0       | 2     |                                    |
| Peña Barcilona         | 0       | 1     |                                    |
| SD Eibar               | 0       | 1     |                                    |
| CFF Estudiantes        | 0       | 1     |                                    |
| Valencia CF            | 0       | 1     |                                    |